# غالية البقمية
غالِيَة بنت عبد الرحمن بن سلطان البقمي وتعرف باسم غالية البقمية، (ت. نحو 1233 هـ / 1818 م) أميرة وزوجة حمد بن عبد الله بن محي أمير الدولة السعودية الأولى على تَربة، قرب الطائف من الحجاز في السعودية.

## نسبها
هي غالية بنت عبد الرحمن بن سلطان من آل كلش من فخذ الرماثين من قبيلة البدارا من البقوم.

## عنها
هي سيدة من بادية ما بين الحجاز ونجد، لُقبت بالأميرة وكانت أرملة رجل من أغنياء البقوم من سكان تربة على مقربة من الطائف يُدعى ابن جرشان، من جهة نجد. وكان أهل تربة أسبق أهل الحجاز إلى موالاة نجد والدعوة السلفية فيها، واتبعوا مذهب «الحنابلة». ولأهل تربة مواقف معروفة في الحرب السعودية العثمانية، كان الأمير حمد بن عبد الله بن محمد بن محي الموركي شيخًا لقبيلة الموركة من البقوم وأميرًا منصبًا من الدولة السعودية الأولى على تربة البقوم وزوجته هي الأميرة غالية البقمية ابنة الشيخ عبد الرحمن بن سلطان البدري، وكانت غالية امرأة ذكية حكيمة قد ورثت من أبيها ثروة طائلة وأموالًا كثيرة دعمت بها جيش البقوم وذلك للدفاع عن ديار قومها ومعتقدهم الديني. عندما تعرض الأمير حمد بن محي لإصابة خلال حروب الحجاز أقعدته لعدة سنوات، جعل زوجته وصية على ابنه الصغير قبل وفاته، وقد توفي قبل المعركة الأولى بعدة سنوات. بايع البقوم قائد الجيش هندي بن محيي البقمي أميرًا عليهم بعد وفاة عمه، ولما حانت المعركة الأولى، قامت غالية بالمشاركة في المعركة وقامت قبل ذلك بفتح مخازن الأسلحة والمئونة للبقوم وقامت بتوزيع ذلك المال وتحث الشباب على مقاتلة العثمانيين.
«فرأها على هذا الحال جواسيس أرسلهم العثمانيين ليتقصوا الأخبار في تربة فظنوا أنها أميرة القوم وبني على كلامهم ما كتب في التاريخ ولم يقتربوا من قصور آل محي ليروا في مجلس الأمير هندي بن محيي شيوخ البقوم وفرسانهم». وقعت بعد ذلك المعركة الثانية وقتل فيها أمير تربة هندي بن محيي البقمي واستكمل قيادة الجيش في المعركة الثالثة الأمير الفارس رشيد بن جرشان شيخ البقوم، وهو الذي قاد البقوم ايضًا في معركة بسل الكبرى، وبعد نهاية المعركة الثالثة انتقلت امارة الموركة إلى أبناء دغيم بن عبد الله بن محمد بن محي.

## قيادتها المعارك
في عام 1228 هـ، أغار طوسون باشا نجل محمد علي باشا على مدينة “تربة” وأثناء تلك الأحداث كان زوجها الأمير مريضًا؛ فتولت غالية البقمية مهمة إيصال خطط المعركة لقادة البقوم في بيت الأمير، ليتحقق النصر وينهزم طوسون ومن معه، ويُقتل أكثر جنده.
وفي عام 1229 هـ هجرية، فقد غزا مصطفى بيك وطوسون باشا وعابدين بيك مدينة “تربة” مجدداً، واستأنفت غالية البقمية جهودها في إيصال الخطط في معركة استمرت 3 أيام، ليُهزم جيش الأتراك مرة أخرى.
قال شارل ديديية عنها «لقد كانت غالية جان دارك الصحراء« وكانت هي الشيخ الحقيقي للقبيلة وكان الأتراك بالطبع ينظرون إليها على أنها ساحرة؛ وأن سحرها يجعل أنصارها لا يهزمون وأذلت القوات العثمانية بهزمتين »

## في التعليم
ذُكرت غالية البقمية في السياق التعليمي في المملكة ضمن منهج الصف السادس الابتدائي من مادة الدراسات الاجتماعية والمواطنة الفصل الدراسي الأول من عام 1441هـ، 2019م.